# Gregory's Two Girls
Série
Une fille pour Gregory
(1980)
Pour plus de détails, voir Fiche technique et Distribution.
Gregory's Two Girls est un film britannique de Bill Forsyth sorti en 1999. Il s'agit de la suite du film Une fille pour Gregory (Gregory's Girl) sorti en 1982 et devenu un film culte en Écosse.

## Synopsis introductif
Un professeur d'anglais en lycée, Gregory Underwood rêve d'une jeune lycéenne de seize ans, Frances. Ses cours, qui ont un fort contenu politique, donnent l'idée à Frances et à Douglas, un autre lycéen, de s'attaquer à un homme d'affaires qu'ils soupçonnent de faire du commerce illégal d'armement.

## Fiche technique
- Titre : Gregory's Two Girls
- Réalisation : Bill Forsyth
- Scénario : Bill Forsyth
- Musique : Michael Gibbs
- Photographie : John de Borman
- Montage : John Gow
- Production : Christopher Young
- Société de production : Channel Four Films et Young Lake
- Pays :  Royaume-Uni et  Allemagne
- Genre : Comédie
- Durée : 116 minutes
- Sortie : 15 octobre 1999 (Royaume-Uni)

## Distribution
- Carly McKinnon : Frances
- John Gordon Sinclair : Gregory Underwood
- John Murtagh : Headmaster
- Hugh McCue : Douglas
- Dougray Scott : Fraser Rowan
- Martin Schwab : Dimitri
- Maria Doyle Kennedy : Bel